# أفتون ويليامسون
أفتون ويليامسون (بالإنجليزية: Afton Williamson)‏ هي ممثلة أمريكية بدأت مسيرتها الفنية عام 2010.

## وصلات خارجية
- Afton Williamson
- أفتون ويليامسون على موقع IMDb (الإنجليزية)
- أفتون ويليامسون على موقع روتن توميتوز (الإنجليزية)
- أفتون ويليامسون على موقع ألو سيني (الفرنسية)
- أفتون ويليامسون على موقع قاعدة بيانات الفيلم (الإنجليزية)